# Église de l'Assomption de Montcenis
L'église de l'Assomption de Montcenis est une église située sur le territoire de la commune de Montcenis dans le département français de Saône-et-Loire et la région Bourgogne-Franche-Comté.

## Historique
Elle fait l'objet d'une inscription au titre des monuments historiques depuis le 12 mars 2003.

## Description

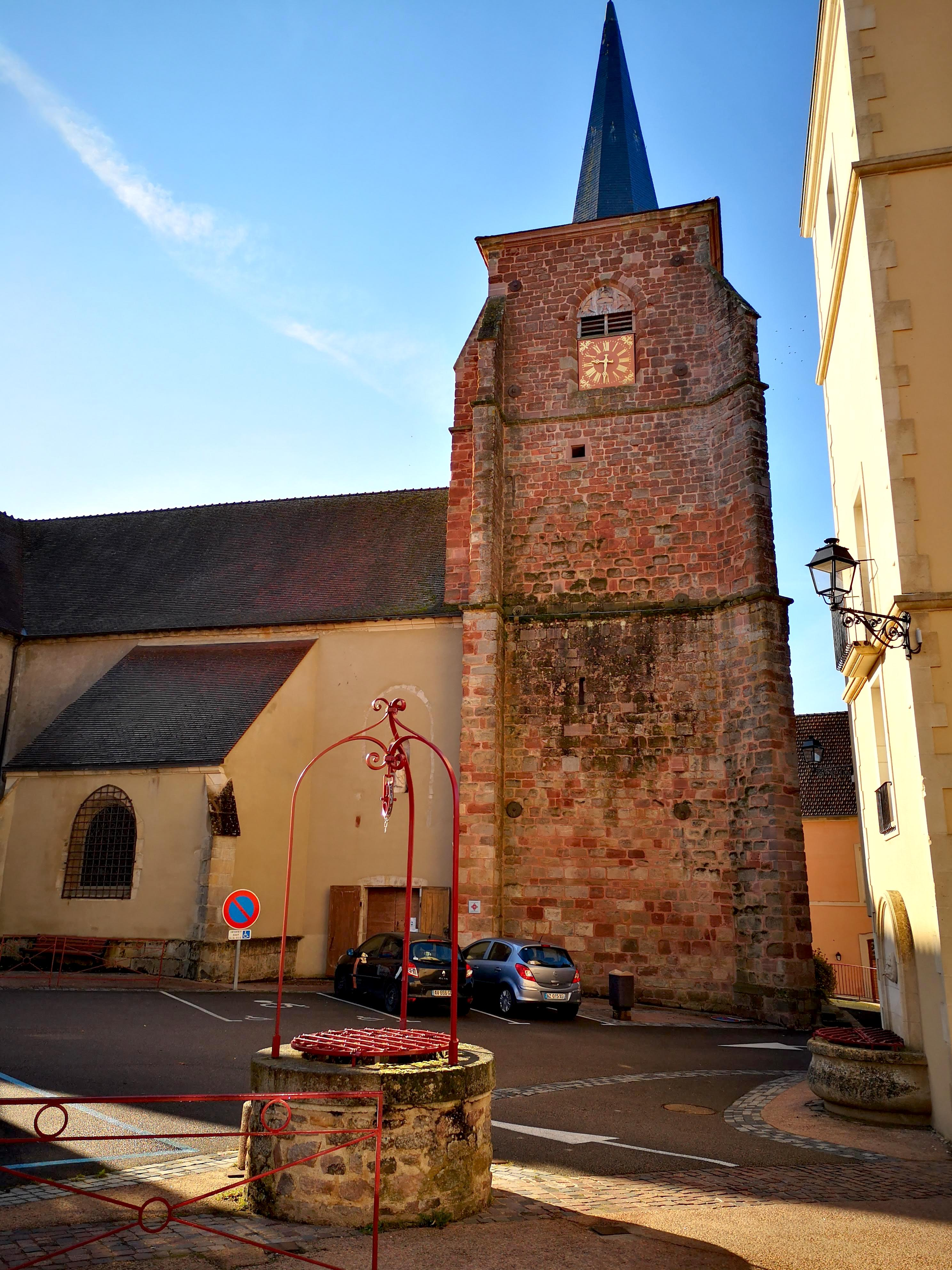
L'église de l'Assomption de Montcenis, le 14 mars 2022.

L'église actuelle a été rebâtie au XVIIe (1679) sur l'emplacement d'un édifice plus ancien, des XIVe et XVe siècles. 
Son clocher s'écroula en 1699 et sa reconstruction s'acheva dès 1703. 
D'architecture classique, construite en grès brun et rouge du pays, elle est en forme de croix latine. 
Le clocher-porche à trois baies en plein cintre, avec cadrans d'horloge, est coiffé d'une pyramide aiguë.
Une chapelle carrée voûtée d'ogives (dite « chapelle Cochet », du nom de seigneurs qui y firent des fondations pieuses et généreuses), fondée en 1513 par Jehan Maret, châtelain de Montcenis, renferme, avec les fonts baptismaux (cuve baptismale en marbre noir et jaspé, vasque ovale sur pied tourné, couvercle en bois), les plus belles statues de l'église.
Parmi les statues visibles dans l'église, qui datent des XIVe, XVe, XVIe et XVIIe et XVIIIe siècles et sont en bois polychrome, figurent : saint Sébastien, saint Jean-Baptiste, une Vierge à l’Enfant, saint Joseph, saint Philippe Neri, saint Yves, un groupe sculpté de la Vierge de Pitié, saint Nizier, sainte Barbe, saint Pierre et sainte Madeleine.
Est visible dans l'église une peinture de l'artiste Michel Bouillot, représentant les Pèlerins d’Emmaüs (datée de 1968).